# Norbert Sattler
Norbert Sattler (* 4. Oktober 1951 in Mauthen; † 19. Jänner 2023) war ein österreichischer Kanute. Er gewann eine olympische Silbermedaille und Weltmeistertitel in der Einzel- und Mannschaftswertung.
1971 gewann Sattler zusammen mit Kurt Presslmayr und Hans Schlecht in Meran den Weltmeistertitel in der Mannschaftswertung. Im Jahr darauf wurde auf dem Augsburger Eiskanal zum ersten Mal ein olympischer Wettbewerb im Kanuslalom ausgetragen. Sattler erreichte hinter Siegbert Horn aus der DDR den zweiten Platz. Bei den Weltmeisterschaften 1973 konnte sich Sattler revanchieren, er gewann den Titel in der Einzelwertung vor Horn.
1977 bei den Weltmeisterschaften in Spittal gewann Sattler dann zwei Medaillen; neben der Bronzemedaille in der Einzelwertung erhielt er zusammen mit Peter Fauster und Eduard Wolfhardt die Silbermedaille in der Mannschaftswertung hinter dem französischen Team. Fauster, Sattler und Wolfhardt konnten diesen Erfolg 1979 hinter dem britischen Team wiederholen. 1978 wurde Sattler Europameister im Einzel.
Der Sportpresseklub Kärnten wählte ihn zweimal (1972, 1973) zum Kärntner Sportler des Jahres.
Nach seiner Karriere arbeitete Sattler in Südafrika, Japan und den Vereinigten Staaten als Trainer. Nachdem er nach Österreich zurückgekehrt war, betrieb er mit seiner Schwester Barbara Kovacevic-Sattler eine Kajakschule in Klagenfurt am Wörthersee.